# Christian Kronman
Christian Kronman (født 3. november 1939 på Frederiksberg) er en dansk digter, dramatiker, gadedigter og fortæller, der siden slut-70'erne har "fortalt, reciteret, causeret og holdt foredrag på højskoler, skoler og kurser, i foreninger og kirker landet over".
Debuterede som lyriker i 1974 med Nærtrafikanter - Glædesdigte og året efter som dramatiker med radiospillet "Den blå Guldsmed".
Christian Kronman er mangeårigt medlem af Dansk Forfatterforening, og blev i 1978 optaget i Danske Dramatikeres Forbund.

## Dramatiker
Christian Kronman skrev en del dramatik i sin karrieres begyndelse, men selv om han oplevede at blive instrueret af Sam Besekow i sine egne stykker, holdt han hen ad vejen op med skuespilleriet.

Det var: 
| Citat | "ikke fordi jeg var nogen stor dramatiker. Dramatik kører jo i konflikt, men jeg nænnede næsten ikke at udsætte mine karakterer for alle de besværligheder, mord og anden drabelig gerning, der sælger billetter. Det, der tiltalte mig ved at skrive skuespil, var ... at her kunne jeg få puttet nogle sange ind..." | Citat |
|       | |       |

## Gadedigteren
1992 debuterede han som gadedigter og trådte dermed i karakter som mundtlig fortæller – på versefødder: Hver lørdag fra 1992 til 1997 år stod han på sin kasse ved foden af Rundetårn og reciterede egne og andres digte for de forbipasserende.
| Citat | "Det var mens jeg stod derinde på kassen først i 90erne, at jeg begyndte at få øje på alle de andre, som jo i grunden gjorde det samme som jeg, bare ikke på vers. Det var de nye fortællere, som myldrede frem på rad. Og da opdagede jeg pludselig, at jeg var en del af et stort brusende fællesskab med en sag: Genfødslen af den mundtlige fortælling!" | Citat |
|       | |       |

Ca. 2004 genopstod gadedigteren på Assistens Kirkegård på Nørrebro i København, hvor Christian Kronman laver guidede ture blandt de afdøde danske digtere dér:
| Citat | "Christian Kronman låner på sine rundvisninger sin stemme til de døde poeter, mod at de til gengæld låner ham deres digte" . | Citat |
|       | |       |

I 2017 fejrede Christian Kronman 25 år som gadedigter med en oplæsning på toppen af Rundetårn.

## Den mundtlige fortælling
I 90'erne blev Christian Kronman del af kredsen omkring fortælleren Hans Laurens og dennes fortællematinéer på Kaf'Cafeen i København, hvor også fortællere som Rune T. Kidde, Carsten Islington, Kasper Sørensen og Gravers Graversen udviklede deres talenter. Dette førte senere til nært samarbejde med sidstnævnte, optagelse som fortæller i BestTellers og mange engagementer for enkeltarrangører, festivaler og foredragsbookere rundt om i Danmark.

## Privat
Christian Kronman blev født i 1939 og voksede op på landet mellem Hillerød og Helsinge. Familien flyttede til København da han var 14 år. Her gik han på Skt. Jørgens Gymnasium og fik bagefter Højere Handelseksamen fra Niels Brock i 1962. I 1963 studerede Christian Kronman skønlitteratur, dramatik og journalistik ved University of Wisconsin i USA. Christian Kronman blev uddannet journalist ved Det Berlingske Hus i 1967 og ansat på Berlingske Tidende. I 1968 var han løsarbejder i London, og i 1970 blev han ansat som redaktionssekratær på B.T.. Samme år blev Christian Kronman gift med skuespilleren Anna-Louise Lefèvre (1942-2009). Han deputerede som lyriker i 1974 og har været professionel forfatter siden 1975. Christian Kronman har en datter født i 1978.

### Enkeltdigte
- 2017 117 stemmer : fremmed og nært : om drømme og visioner
- 2000 Kærlighedskort  Arkiveret 23. januar 2022 hos  Wayback Machine
- 1990, 1985, 1983, 1981, 1979 Politiken
- 1984 Hverdage som våben : en antologi af danske digte
- 1983x2, 1982, 1980x2, 1979, 1978 Lyrik/Gyldendal
- 1979 Information
- 1979 Fagbladet

Dertil en række artikler i forskellige aviser.

## Opførsler af skuespil
Blandt de mest almindelige scener, som har opført Christian Kronmans dramatik, ses bl.a. DRs radiodramatikafdeling, Aarhus teater, Tåstrup Egnsteater, Det Kongelige Teater, Ungdommens Teater, Anemone Teateret, Kulturcentret Assistens' Scene, Den Svenske Kirke og DR TV.:
- På Livets Rand (2018 og 2019)
- Suser min lind, synger min nattergal (sangtekster til korværket over Astrid Lindgrens novelle af samme navn, sat i musik af Bodil Heister) (2003, Copenhagen Choir Festival)
- Don Kisjot (1990 og 1995)
- Pjerrot elsker Columbine (1987)
- Ridder Vennelyst vender hjem (1985)
- Den flyvende Holberg (1984)
- På Skanderborg Station (1984, DR TV)
- Pavel Kohouts Maria slås med Englene (oversættelse, 1983)
- På Skanderborg Station (1983)
- Lille Claus og store Claus (gendigtning, 1983)
- Fortryl mig nu (1981)
- Josef og den fantastiske technicolor Drømmekappe, musical af Tim Rice og Andrew Lloyd Webber (oversættelse, 1981)
- Pas godt på dine Drømme (1981)
- Cobra Cabaret (1980 og 1992)
- Kildekabaret (1978)
- Den Blå Guldsmed (1975, DR Radioteateret)